# Graeme Gilmore
Graeme Gilmore, född den 29 juni 1945 i Melbourne är en australisk före detta bancyklist som vann tolv sexdagarslopp under sin karriär och blev europamästare i omnium 1973/1974 (dessa så kallade "vintermästerskap" var öppna även för icke-européer). Han är far till Matthew Gilmore och svåger till Tom Simpson.

## Meriter

### Bana
| 1970/1971 3:a i madison med Patrick Sercu 1971/1972 2:a i derny 1973/1974 Europamästare i omnium 3:a i derny 1974/1975 2:a i derny 2:a i madison med Dieter Kemper | 1966/1967 Launceston med Sidney Patterson 1972/1973 Zürich med Albert Fritz och Wilfried Peffgen Bremen med Dieter Kemper Los Angeles med Klaus Bugdahl 1973/1974 Köln med Dieter Kemper Gent med Patrick Sercu | 1974/1975 Zürich med Klaus Bugdahl München med Sigi Renz Gent med Julien Stevens 1975/1976 Dortmund med Dieter Kemper Köpenhamn med Dieter Kemper 1976/1977 Maastricht med Patrick Sercu |